# Susana Moreira Marques
Susana Moreira Marques (Oporto, 20 de agosto de 1976) es una periodista y escritora portuguesa.

## Trayectoria
Es licenciada en Comunicación por la Universidad Nova de Lisboa. Entre 2005 y 2010 vivió y trabajó en Londres en el Servicio de la BBC, a la vez que era corresponsal del periódico portugués Público. Ese año volvió a Portugal para trabajar en el diario Jornal de Negócios. También trabajó para la radio nacional portuguesa Antena 1 y el periódico Mensagem.
En 2013 publicó su primer libro, Ahora y en la Hora de nuestra Muerte, sobre un proyecto de la Fundación Calouste Gulbenkian de cuidados paliativos de pacientes terminales. El libro fue publicado en inglés por And Other Stories en 2015, y también se tradujo al francés.
Además, ha colaborado en proyectos cinematográficos y dado clases de escritura de no-ficción.

## Reconocimientos
En 2012, obtuvo el Premio AMI - Periodismo contra la Indiferencia y el Premio de Periodismo de Derechos Humanos e Integración que otorga la UNESCO.

## Publicaciones
- 2015 Now and at the Hour of our Death. And Other Stories, UK. ISBN 9781908276629
- 2018 Ahora y en la hora de nuestra muerte. Libros del K.O. Madrid
- 2020 Quanto Tempo Tem um Dia. Fundação Francisco Manuel dos Santos.